# 霍明西克
49°33′55″N 40°4′39″E / 49.56528°N 40.07750°E
霍明斯凱（烏克蘭語：Хоминське）是位於烏克蘭東部的村莊，由盧甘斯克州舊比利斯克區的米洛韋市鎮負責管轄。該村始建於1938年，面積1.16平方公里，海拔高度170米，2001年人口83，人口密度每平方公里71.6人。